# Норт, Аарон
Аарон Райт Норт (англ. Aaron Wright North) (родился 22 марта 1979) — американский гитарист, наиболее известен как участник концертного состава группы Nine Inch Nails с 2005 по 2007 гг. Был участником Лос-Анджелесской панк-группы The Icarus Line. Главный герой веб-комиксов «Squires Of Dimness» (автор Анн Тай). Сейчас играет на гитаре и поёт в группе Jubilee. Использует гитары Hagstrom и Fender Jazzmaster. Выступает с красным платком, висящим из правого заднего кармана джинс.
Будучи участником «The Icarus Line» был известен под именем Аарон Икарус (Aaron Icarus).
В 2005 году, Норт выступал с Queens of the Stone Age на различных акустических шоу и на двух «обычных» выступлениях в Лос-Анджелесе.

## Проекты

### Buddyhead
Проект Аарона Норта и Трэвиса Келлера, «созданный исключительно от скуки». Buddyhead — это рекорд-лейбл, прославившийся своим разделом сплетен, в котором частенько появлялись номера телефонов таких знаменитостей, как Фред Дерст и Кортни Лав, и жесткая критика в адрес Эксла Роуза из Guns N' Roses. Участникам Nine Inch Nails тоже уделялось много внимания, но без негативной окраски. Buddyhead также известен такими выходками, как написание фразы «$uckin' Dick$» на автобусе группы The Strokes или проникновение в здание Interscope Records в попытке украсть бейсболку Фреда Дерста. В конце концов, кепку продали на eBay, а вырученные деньги отдали на благотворительность.
Buddyhead издавал записи таких исполнителей, как Wires on Fire, modwheelmood, The Cassettes, Burning Brides, Dillinger Escape Plan, Ink & Dagger и т. д.

### Jubilee
Группа из Лос-Анджелеса, в состав которой вошёл Аарон как вокалист и гитарист. Сформировалась в 2007 году. В её состав также вошли: Майкл Шумен (Queens of the Stone Age, Wires On Fire) — вокал, бас-гитара; Джефф Линн (Wires on Fire) — гитара; Трой Петри — ударные. Согласно пресс-релизу, о звучании Jubilee было сказано, что это «The Replacements, The Stone Roses, Нил Янг, Blur, Jane’s Addiction, Боб Дилан, Creedence Clearwater Revival и The Verve в одном». Группа работает с Buddyhead Records, 21 января 2008 года вышел сингл «Rebel Hiss» с их дебютного альбома. На этом сингле представлены три композиции: «Rebel Hiss», «Fuzz Are Down», «The Fool on the Pill» и кавер-версия на песню «L.A» Нила Янга. В августе 2008 года группа выпустила второй сингл с предстоящего дебютного альбома под названием «In With the Out Crowd».

## Инциденты

### Стиви Рэй Вон
Выступая в 2002 году в составе The Icarus Line в «Hard Rock Cafe» Остина, штат Техас, Аарон микрофонной стойкой разбил защитное стекло, за которым находилась гитара, которая принадлежала Стиви Рэю Вону, и попытался подключить её к своему усилителю. Но охрана оттащила его раньше, чем он смог исполнить задуманное. Результатом явились многочисленные угрозы в адрес Норта со стороны возмущенных таким его поведением техасцев.

### Инцидент с микрофонной стойкой во время тура Live: With_Teeth
В 2006 года, на Аарона Норта и остальных участников NIN подал в суд охранник Alliant Energy Center — концертной площадки, на которой выступала группа 13 октября 2005 года. Марк ЛаВои, который утверждал, что Норт «с умышленной жестокостью» напал на него с микрофонной стойкой. Дело было прекращено.